# Rallye Deutschland 2007
Die 26. Rallye Deutschland war der zehnte von 16 FIA-Weltmeisterschaftsläufen 2007. Die Rallye bestand aus 19 Wertungsprüfungen und wurde zwischen dem 17. und dem 19. August ausgetragen.

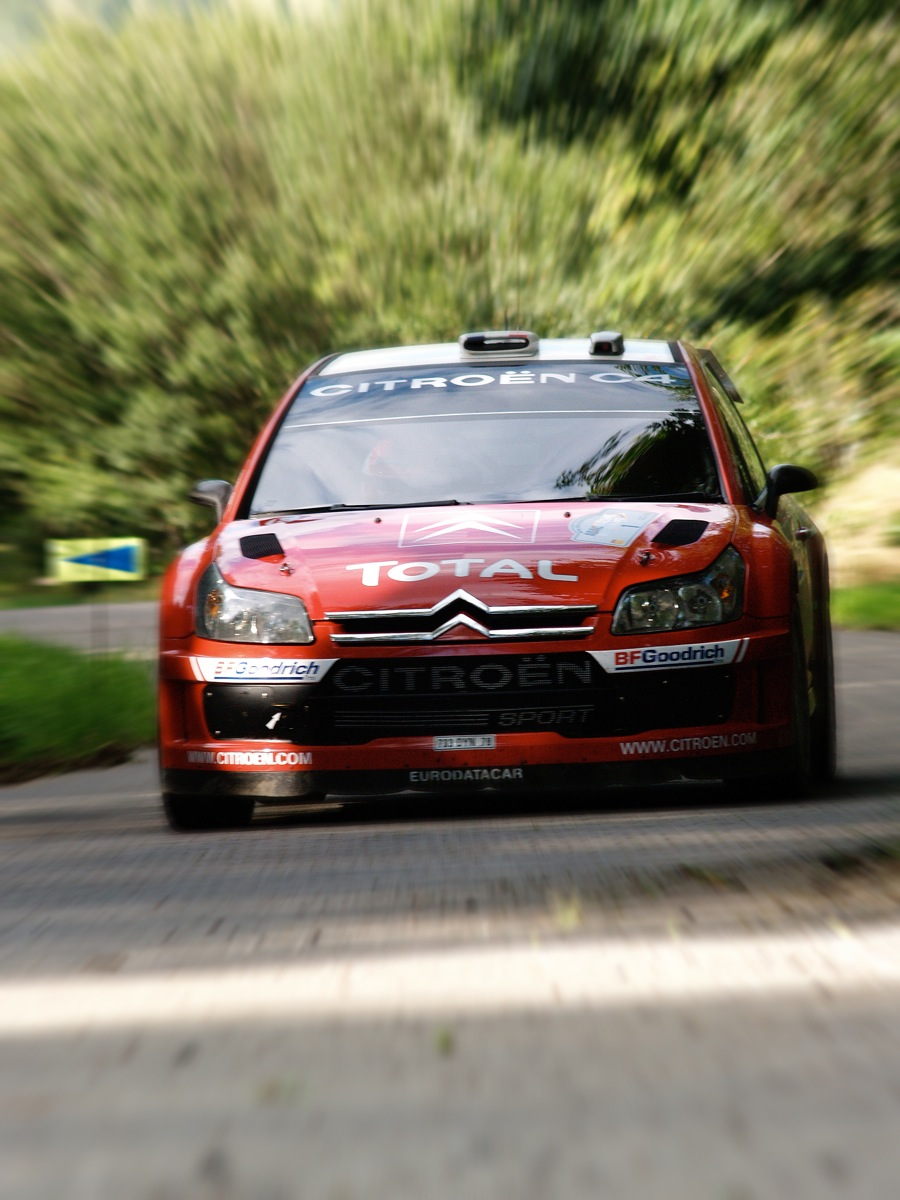
Sébastien Loeb und Daniel Elena (Citroën C4 WRC) bei der Rallye Deutschland 2007

## Bericht
Sébastien Loeb (Citroën) hatte die Rallye Deutschland zum sechsten Mal in Folge gewonnen, dies schaffte bis dahin noch kein anderer Fahrer. Loeb absolvierte die 19 Wertungsprüfungen in den drei Tagen von Freitag bis Sonntag in einer Gesamtzeit von 3:27:27.5 Stunden. In der Fahrer-Weltmeisterschaft gewann der Titelverteidiger fünf Punkte auf den führenden Marcus Grönholm (Ford), der am Sonntag wegen eines Fahrfehlers zwei Ränge verloren hatte und am Ende auf dem vierten Platz klassiert wurde.
François Duval (Citroën) fuhr eine fehlerfreie Rallye und sicherte sich den zweiten Gesamtrang. Der Privatier konnte am Sonntag alle fünf Wertungsprüfungen für sich entscheiden und arbeitete sich auf den letzten Kilometern der Prüfung „Moselwein 2“ (WP19) auf den zweiten Rang nach vorne. Auf Loeb fehlten ihm schlussendlich nur 20,3 Sekunden.
Der dritte Rang ging an Ford-Werksfahrer Mikko Hirvonen, der 58.8 Sekunden auf Loeb verlor.
Auf den fünften Rang fuhr Privatier Jan Kopecký (Škoda) vor Petter Solberg (Subaru) und Toni Gardemeister (Citroën). Solberg hatte einen Schreckmoment, als mitten auf der Straße eine Kuh stand, der er gerade noch ausweichen konnte.

## Klassifikationen

### Endresultat
| Pos.   | Fahrer             | Beifahrer         | Auto               | Zeit      | Rückstand | Punkte |
| WRC    | WRC                | WRC               | WRC                | WRC       | WRC       | WRC    |
| ------ | ------------------ | ----------------- | ------------------ | --------- | --------- | ------ |
| 1      | Sébastien Loeb     | Daniel Elena      | Citroën C4 WRC     | 3:27:27.5 | 00:00.0   | 10     |
| 2      | François Duval     | Patrick Pivato    | Citroën Xsara WRC  | 3:27:47.8 | 00:20.3   | 8      |
| 3      | Mikko Hirvonen     | Jarmo Lehtinen    | Ford Focus RS WRC  | 3:28:46.6 | 01:19.1   | 6      |
| 4      | Marcus Grönholm    | Timo Rautiainen   | Ford Focus RS WRC  | 3:29:04.0 | 01:36.5   | 5      |
| 5      | Jan Kopecký        | Filip Schovánek   | Škoda Fabia WRC    | 3:30:34.6 | 03:07.1   | 4      |
| 6      | Petter Solberg     | Phil Mills        | Subaru Impreza WRC | 3:30:42.2 | 03:14.7   | 3      |
| 7      | Toni Gardemeister  | Jakke Honkanen    | Citroën Xsara WRC  | 3:31:05.0 | 03:37.5   | 2      |
| 8      | Jari-Matti Latvala | Miikka Anttila    | Ford Focus RS WRC  | 3:32:56.8 | 05:29.3   | 1      |
| JWRC   |                    |                   |                    |           |           |        |
| 1 (11) | Martin Prokop      | Jan Tománek       | Citroën C2 S1600   | 3:52:26.9 | 24:59.4   | 10     |
| 2 (12) | Urmo Aava          | Kuldar Sikk       | Suzuki Swift S1600 | 3:53:16.4 | 25:48.9   | 8      |
| 3 (14) | Conrad Rautenbach  | David Senior      | Citroën C2 S1600   | 3:54:42.8 | 27:15.3   | 6      |
| 4 (20) | Aaron Burkart      | Michael Kölbach   | Citroën C2 S1600   | 3:56:51.0 | 29:23.5   | 5      |
| 5 (25) | Jozef Béreš jun.   | Petr Starý        | Renault Clio S1600 | 4:01:16.5 | 33:49.0   | 4      |
| 6 (27) | Jaan Mölder jr.    | Katrin Becker     | Suzuki Swift S1600 | 4:01:49.3 | 34:21.8   | 3      |
| 7 (30) | Yoann Bonato       | Benjamin Boulloud | Citroën C2 R2      | 4:05:32.5 | 38:05.0   | 2      |
| 8 (32) | Aigar Pärs         | Ken Järveoja      | Citroën C2 S1600   | 4:05:48.3 | 38:20.8   | 1      |

### Wertungsprüfungen
| Tag                                         | WP                                          | WP Name              | Länge    | Start MEZ       | Fahrer             | Auto               | Zeit        | Ø km/h         | Leader         |
| ------------------------------------------- | ------------------------------------------- | -------------------- | -------- | --------------- | ------------------ | ------------------ | ----------- | -------------- | -------------- |
| Tag 1 17. Aug.                              | WP1                                         | Ruwertal / Fell 1    | 19,79 km | 10:13           | Sébastien Loeb     | Citroën C4 WRC     | 11:04.2     | 107,26 km/h    | Sébastien Loeb |
| Tag 1 17. Aug.                              | WP2                                         | Grafschaft Veldenz 1 | 23,40 km | 11:26           | Sébastien Loeb     | Citroën C4 WRC     | 13:12.4     | 106,31 km/h    | Sébastien Loeb |
| Tag 1 17. Aug.                              | WP3                                         | Schones Moselland 1  | 21,46 km | 12:09           | François Duval     | Citroën Xsara WRC  | 12:22.9     | 103,99 km/h    | Sébastien Loeb |
| Tag 1 17. Aug.                              | Service Messepark Trier 13:59 Uhr (30 Min.) |                      |          |                 |                    |                    |             |                | Sébastien Loeb |
| Tag 1 17. Aug.                              | WP4                                         | Ruwertal / Fell 2    | 19,79 km | 15:17           | Mikko Hirvonen     | Ford Focus RS WRC  | 11:34.2     | 102,63 km/h    | Sébastien Loeb |
| Tag 1 17. Aug.                              | WP5                                         | Grafschaft Veldenz 2 | 23,40 km | 16:30           | François Duval     | Citroën Xsara WRC  | 13:30.6     | 103,92 km/h    | Sébastien Loeb |
| Tag 1 17. Aug.                              | WP6                                         | Schones Moselland 2  | 21,46 km | 17:13           | Chris Atkinson     | Subaru Impreza WRC | 12:18.5     | 104,61 km/h    | François Duval |
| Tag 2 18. Aug.                              |                                             |                      |          |                 |                    |                    |             |                | François Duval |
| Service Messepark Trier 07:10 Uhr (10 Min.) |                                             |                      |          |                 |                    |                    |             |                | François Duval |
| WP7                                         | St. Wendeler Land 1                         | 16,37 km             | 08:33    | Mikko Hirvonen  | Ford Focus RS WRC  | 08:52.6            | 110,65 km/h | Sébastien Loeb |                |
| WP8                                         | Bosenberg 1                                 | 19,00 km             | 09:06    | Sébastien Loeb  | Citroën C4 WRC     | 10:39.5            | 106,96 km/h | Sébastien Loeb |                |
| WP9                                         | Erzweiler 1                                 | 16,51 km             | 10:29    | Marcus Grönholm | Ford Focus RS WRC  | 09:55.9            | 99,74 km/h  | Sébastien Loeb |                |
| WP10                                        | Arena Panzerplatte 1                        | 30,54 km             | 11:02    | Sébastien Loeb  | Citroën C4 WRC     | 17:57.4            | 102,05 km/h | Sébastien Loeb |                |
| Service Messepark Trier 13:02 Uhr (30 Min.) |                                             |                      |          |                 |                    |                    |             | Sébastien Loeb |                |
| WP11                                        | St. Wendeler Land 2                         | 16,37 km             | 14:45    | Mikko Hirvonen  | Ford Focus RS WRC  | 08:51.6            | 110,86 km/h | Sébastien Loeb |                |
| WP12                                        | Bosenberg 2                                 | 19,00 km             | 15:18    | Chris Atkinson  | Subaru Impreza WRC | 10:27.4            | 109,02 km/h | Sébastien Loeb |                |
| WP13                                        | Erzweiler 2                                 | 16,51 km             | 16:41    | Sébastien Loeb  | Citroën C4 WRC     | 09:45.5            | 101,51 km/h | Sébastien Loeb |                |
| WP14                                        | Arena Panzerplatte 2                        | 30,54 km             | 17:14    | Chris Atkinson  | Subaru Impreza WRC | 17:49.8            | 102,77 km/h | Sébastien Loeb |                |
| Service Messepark Trier 18:47 Uhr (45 Min.) |                                             |                      |          |                 |                    |                    |             | Sébastien Loeb |                |
| Tag 3 19. Aug.                              |                                             |                      |          |                 |                    |                    |             | Sébastien Loeb |                |
| Service Messepark Trier 08:10 Uhr (10 Min.) |                                             |                      |          |                 |                    |                    |             | Sébastien Loeb |                |
| WP15                                        | Dhrontal 1                                  | 11,14 km             | 09:18    | François Duval  | Citroën Xsara WRC  | 06:59.2            | 95,67 km/h  | Sébastien Loeb |                |
| WP16                                        | Moselwein 1                                 | 18,70 km             | 09:46    | François Duval  | Citroën Xsara WRC  | 10:40.3            | 105,14 km/h | Sébastien Loeb |                |
| WP17                                        | Circus Maximus Trier                        | 4,36 km              | 11:11    | François Duval  | Citroën Xsara WRC  | 03:11.4            | 82,00 km/h  | Sébastien Loeb |                |
| WP18                                        | Dhrontal 2                                  | 11,14 km             | 13:24    | François Duval  | Citroën Xsara WRC  | 06:53.4            | 97,01 km/h  | Sébastien Loeb |                |
| WP19                                        | Moselwein 2                                 | 18,70 km             | 13:52    | François Duval  | Citroën Xsara WRC  | 10:32.7            | 106,40 km/h | Sébastien Loeb |                |

Quelle:

### Gewinner Wertungsprüfungen
| WP              | Anzahl | Fahrer          | Auto               |
| --------------- | ------ | --------------- | ------------------ |
| 3, 5, 15–19     | 7      | François Duval  | Citroën Xsara WRC  |
| 1, 2, 8, 10, 13 | 5      | Sébastien Loeb  | Citroën C4 WRC     |
| 4, 7, 11        | 3      | Mikko Hirvonen  | Ford Focus RS WRC  |
| 6, 12, 14       | 3      | Chris Atkinson  | Subaru Impreza WRC |
| 9               | 1      | Marcus Grönholm | Ford Focus RS WRC  |

### Fahrer-WM nach der Rallye
| Pos. | Fahrer          | Punkte |
| ---- | --------------- | ------ |
| 1    | Marcus Grönholm | 80     |
| 2    | Sébastien Loeb  | 72     |
| 3    | Mikko Hirvonen  | 63     |
| 4    | Petter Solberg  | 29     |
| 5    | Dani Sordo      | 28     |

### Team-Weltmeisterschaft
| Pos. | Team               | Punkte |
| ---- | ------------------ | ------ |
| 1    | Ford WRT           | 143    |
| 2    | Citroën WRT        | 102    |
| 3    | Subaru WRT         | 53     |
| 4    | Stobart Ford WRT   | 50     |
| 5    | Kronos Citroën WRT | 35     |